# Kovioci
Kovioci (en serbe cyrillique : Ковјоци) est un village de Serbie situé dans la municipalité de Brus, district de Rasina. Au recensement de 2011, il comptait 127 habitants.

## Démographie

### Évolution historique de la population
| 1948 | 1953 | 1961 | 1971 | 1981 | 1991 | 2002 | 2011 |
| ---- | ---- | ---- | ---- | ---- | ---- | ---- | ---- |
| 374  | 408  | 378  | 305  | 275  | 205  | 156  | 127  |

|  |